# Herbert Samuel Holt
Pour les articles homonymes, voir Holt.
Herbert Samuel Holt (Ballycrystal, Geashill, Irlande, le 12 février 1856 - Montréal, Québec, Canada 29 septembre 1941) était un entrepreneur et banquier canadien.

## Biographie
Herbert Samuel Holt suit une formation d'ingénieur en Irlande avant de venir s'établir au Canada en 1875. Il s'intéresse alors au développement des chemins de fer. En 1883 et 1884, il occupe les fonctions d'ingénieur et de surintendant de construction du Canadien Pacifique dans l'Ouest canadien. Après 1892, il abandonne ce métier et se tourne vers les secteurs bancaires et financiers.
Il est président de la Banque royale du Canada de 1908 à 1934. Il habite une maison cossue sur la rue Stanley, au centre-ville de Montréal. Il devient chevalier en 1915 et peut désormais porter le titre de sir.
De 1901 à 1932, il est le président de la Montreal Light, Heat and Power. Il y est partenaire avec Rodolphe Forget. Son réseau d'influence sera très important et, durant toutes ces années, il contrôle, directement ou non, un bon nombre d'entreprises montréalaises. Il est d'ailleurs associé à Ucal-Henri Dandurand pour le développement résidentiel de Rosemon.
Il est membre élu du Temple de la renommée des hommes d'affaires canadiens (Canadian Business Hall of Fame).

## Source
- Herbert Samuel Holt